# Bagauden
Als Bagauden wurden im 3. Jahrhundert und in der Spätantike bewaffnete Bauern und Hirten in Gallien und Hispanien bezeichnet, die sich gegen die römische Obrigkeit erhoben. 

## Definition
Der Name Bagaudes ist eventuell von keltisch baga „Kampf/Krieg“ abgeleitet und damit als „Kämpfer“ bzw. „Streiter“ zu deuten. Nach Johann Kaspar Zeuß (Gramm. celtica² 790) lässt er sich wohl am passendsten mit „die Streitbaren“ übersetzen.
Vieles bezüglich der Bagauden, ihrer Herkunft und ihrer Motive ist aufgrund der schwierigen Quellenlage unklar. Vielleicht revoltierten sie gegen die zunehmende Schollenbindung (die Bindung der Bauern an ein bestimmtes Stück Land) und den stetig steigenden Steuerdruck. Nach Ansicht mancher Althistoriker handelte es sich bei den Bagauden aber eher um lokale Milizen, die in Zeiten einer geschwächten Zentralmacht ihre Verteidigung selbst organisieren mussten und sich schließlich vom Reich lossagten. Möglicherweise verbergen sich hinter der Bezeichnung Bagauden auch ganz verschiedene Gruppen wie z. B. verarmte Kolonen, entlaufene Sklaven, Deserteure, Plünderer, sozial Deklassierte etc., was zumindest die Widersprüchlichkeit der Quellen erklären könnte. Anders als die Räuberbanden aus früheren Zeiten repräsentierten die Bagauden zumindest in Teilen ziemlich sicher jene Provinzialen, die sich vom römischen Imperium im Stich gelassen und ausgebeutet fühlten. Ihr Auftreten war ein Symptom für die Schwäche der römischen Zentralregierung.

## 3. Jahrhundert
Die Bagauden tauchen erstmals während der so genannten Reichskrise des 3. Jahrhunderts in den antiken Quellen auf, als sich die gallische Landbevölkerung um 283 gegen Kaiser Carinus (283–285) erhob. Da dieser mit Kämpfen gegen andere Usurpatoren vollauf beschäftigt war, konnte er der Rebellion nicht wirksam entgegentreten, so dass sie sich rasch ausbreitete. Die Bauern und Landarbeiter stellten das Fußvolk, die Hirten die Reiterei, nachdem sie sich zwei Anführer aus ihrer Mitte gewählt hatten, zogen sie plündernd durch ganz Gallien. Sie konnten erst zu Beginn der Regierungszeit des römischen Kaisers Diokletian (284–305) effektiv bekämpft werden; als ihre Anführer nennt Aurelius Victor (Caesares 39,17) zwei Männer namens Aelianus und Amandus. Der Erstgenannte ließ sogar Münzen von sich mit dem Titel "Augustus" prägen. Diokletian ernannte seinen Mitstreiter Maximian (286–305) zum Augustus im Westen und beorderte ihn nach Gallien, wo ihm schließlich in den Jahren zwischen 285 und 286 mit Unterstützung des Flottenbefehlshabers Carausius die Niederschlagung des Aufstandes gelang. Laut einer Lobrede auf Maximian soll dieser die Bagauden gezüchtigt haben, „die Reiter sein wollten und sich wie feindliche Barbaren verhielten.“  

## 5. Jahrhundert
Während des 4. Jahrhunderts, als das Imperium Romanum wieder stabilisiert werden konnte, schweigen die Quellen über die Bagauden. Dies ändert sich mit Beginn des 5. Jahrhunderts. In den auf den Tod des Kaisers Theodosius I. (395) folgenden unruhigen Zeiten schwand die Macht der weströmischen Zentralregierung in Gallien und Hispanien immer mehr; es geschah nun, dass aus kleinen Banden wieder große Beutegemeinschaften wurden, gegen die mit einer ganzen Armee vorgegangen wurde. Dies ging sogar so weit, dass sich 407 der römische Feldherr Sarus den ungehinderten Übergang über die Alpen von den dortigen Bagauden durch Überlassung seiner gesamten Beute erkaufen musste.
Der christliche Chronist Salvian von Marseille bezeichnet in der Mitte des 5. Jahrhunderts die Bagauden als Gruppierungen, die alle jene in ihre Reihen aufnahmen, die der ungerechten und korrupten römischen Ordnung entfliehen wollten. Er erwähnt dabei auch, dass die gewöhnlichen spanischen und gallischen Provinzialen von den „Barbaren“ besser behandelt würden als von der römischen Regierung:
„Sie [die ärmsten Römer] suchen bei den Barbaren die Menschlichkeit der Römer, weil sie bei den Römern die barbarische Unmenschlichkeit nicht mehr ertragen können [...]. Deshalb wandern sie scharenweise zu den Goten oder zu den Bagauden oder anderen Barbaren, die ja allenthalben herrschen. [...] Und daher kommt es, dass auch die, die nicht zu den Barbaren fliehen, doch gezwungen werden, Barbaren zu sein, wie zum Beispiel ein großer Teil der Hispanier und ein nicht geringer der Gallier, und endlich alle, welche wegen der auf dem ganzen Erdkreis verbreiteten römischen Ungerechtigkeit keine Römer mehr sein können.“
Man vermutet, dass Salvian damit eine ernste Mahnung an die Eliten formulieren wollte, endlich wieder gerechter mit ihren Untertanen zu verfahren. Um 430 erwähnen zeitgenössische Quellen Regionen in Gallien, in denen sich die Menschen von der römischen Obrigkeit losgesagt hätten und nach eigenen Gesetzen lebten. Trotzdem schafften die Bagauden es nicht, sich politisch zu organisieren oder auch nur eine Art Gruppenidentität zu bilden, um ihren berechtigten Forderungen mehr Nachdruck zu verleihen. Nur bei Gefahr verbündeten sie sich mit anderen Gruppen, um beispielsweise ihre Heimatregionen gegen Eindringlinge zu verteidigen, wenn keine regulären Truppen in der Nähe standen. Mitunter schlossen sie sich aber auch den Invasoren an, insbesondere wenn es galt die Städte zu belagern oder die provinziale Oberschicht terrorisieren zu können. Ihre losen Verbände wurden aber einer nach dem anderen wieder zerschlagen, sehr oft auch mit Unterstützung von Foederaten, die das Imperium nicht nur nach außen, sondern auch nach innen schützten: Kurz nachdem Alarichs Männer 410 Rom geplündert hatten, wurden sie nach Südgallien in Marsch gesetzt, um dort einen größeren Aufstand der Bagauden zu unterdrücken. Schließlich wurden die Bagauden unter Tibatto und Basilius von regulären weströmischen Truppen und den diesen zur Hilfe geeilten Westgoten besiegt und zerstreut. 
In den 430er Jahren übernahmen diese Aufgabe hunnische Truppen, die von der römischen Regierung südlich der Loire gegen Bagauden eingesetzt wurden. Wie die kaiserlichen Beamten hatten auch die Föderaten großes Interesse daran, solche Unruhen rasch zu beenden, da auch sie in hohem Maße auf die regelmäßigen Steuereinnahmen angewiesen waren. Manche von ihnen wechselten (wie später die Bevölkerung im Dreißigjährigen Krieg) wohl von einem Heerhaufen zum andern über – je nachdem, welcher bessere Lebensbedingungen bot. Nach einem Bericht aus dem 5. Jahrhundert schloss sich z. B. der Medicus Eudoxius zuerst den Bagauden und später den Hunnen an. Wegen der hohen Steuer- und Abgabenforderungen der römischen Statthalter flossen den Bagauden immer mehr Unzufriedene und Verzweifelte zu. Gegen Mitte des 5. Jahrhunderts waren die Gruppen so stark angewachsen, dass sie schließlich zeitweilig ihre eigenen Gemeinwesen gründeten und von den föderierten Barbaren fast als gleichberechtigt angesehen wurden. Auch in der hispanischen Provinz Tarraconensis spielten Bagauden bei den Kämpfen während der Völkerwanderungszeit eine bedeutende Rolle.